# Сапа Тарас Михайлович
Тарас Сапа (нар. 2 квітня 1992, Івано-Франківськ) - Український боєць змішаних єдиноборств (ММА), що виступає на японському промоушені Pancrase.

## Спортивні досягнення
Віцечемпіон Світу з фрі-файту 2011р. у Португалії. Триразовий Чемпіон України з фрі-файту дивізіону «Еліта» ММА 2012, 2013, 2014рр.
Неодноразовий переможець поєдинків з тайського боксу у Бангкоку, Таїланд і кунг-фу (у-шу) у Пекіні, Китай;
У 16-17 років - дворазовий Чемпіон України з таїландського боксу серед юніорів 2008-2009рр. (IFMA); У 18 років став переможцем всеукраїнського турніру з фрі-файту у м.Чортків; Того ж року - володар Кубку України 2010 з муай-тай (WMF) м.Київ;
Член Національної збірної України фрі-файту.

## Таблиця боїв
| Професійна кар'єра бійця |            |           |
| Боїв 18                  | Перемог 18 | Поразок 0 |
| Нокаут                   | 8          | 0         |
| Здача                    | 8          | 0         |
| Рішення суддів           | 2          | 0         |

| Результат | Рекорд | Суперник       | Спосіб                        | Турнір                                    | Дата              | Раунд | Час  | Місце          | Примітки |
| --------- | ------ | -------------- | ----------------------------- | ----------------------------------------- | ----------------- | ----- | ---- | -------------- | -------- |
| Поразка   | 13-4   | Сатору Кітаока | Підкорення (захоплення стопи) | Pancrase 295 - Sunabe vs. Murofushi       | 15 квітня 2018    | 1     | 4:44 | Токіо, Японія  |          |
| Перемога  | 13-3   | Ян Бо          | Нокаут (хай-кік)              | WLF - W.A.R.S. 20                         | 16 грудня 2017    | 1     | 1:10 | Хенань, Китай  |          |
| Перемога  | 12-3   | Ху СіЛе        | Підкорення (придушення ззаду) | WLF - W.A.R.S. 10                         | 26 листопада 2016 | 1     | ?    | Хенань, Китай  |          |
| Перемога  | 11-3   | Алан Лангер    | Рішення (роздільне)           | Spartan Fight 5 - Browarski vs. Conti     | 8 жовтня 2016     | 3     | 5:00 | Плоцьк, Польща |          |
| Перемога  | 10-3   | Кун Цзянь      | Підкорення (гільйотина)       | WLF - E.P.I.C.: Elevation Power in Cage 5 | 29 липня 2016     | 1     | ?    | Хенань, Китай  |          |